# Log4js
Log4js es un framework escrito en JavaScript para loguear eventos de una aplicación. La biblioteca está muy estrechamente relacionada con el API Log4j. Está disponible bajo la licencia de la Apache Software Foundation.

## Funcionalidad
El concepto base es idéntico al de Log4j. Tienen los mismos niveles de log y casi todos los métodos son iguales.
Una característica especial de Log4js es la habilidad de hacer loggin de los eventos del navegador en el servidor. Usando AJAX es posible enviar estos eventos en varios formatos (XML, JSON, texto plano ASCII, etc.) al servidor, donde se evalúan.

## Niveles de Log
Por defecto tiene 6 niveles de prioridad para los mensajes (De mayor -poco detalle- a menor -mucho detalle-): 
- FATAL: se utiliza para mensajes críticos del sistema, generalmente después de guardar el mensaje el programa abortará.
- ERROR: se utiliza en mensajes de error de la aplicación que se desea guardar, estos eventos afectan al programa pero lo dejan seguir funcionando, como por ejemplo que algún parámetro de configuración no es correcto y se carga el parámetro por defecto.
- WARN: se utiliza para mensajes de alerta sobre eventos que se desea mantener constancia, pero que no afectan al correcto funcionamiento del programa.
- INFO: se utiliza para mensajes similares al modo "verbose" en otras aplicaciones.
- DEBUG: se utiliza para escribir mensajes de depuración, este log no debe estar activado cuando la aplicación se encuentre en producción.
- TRACE: se utiliza para mostrar mensajes con un mayor nivel de detalle que debug.

## Agregadores (Appender)
Los siguientes agregadores (appenders) está implementados actualmente:
- AjaxAppender: Envía los logs vía XmlHttpRequest (AJAX) al servidor, donde se procesa.
- ConsoleAppender: Hace loggin dentro de la página HTML o en una ventana aparte.
- FileAppender: Escribe en un archivo local (soportado en Internet Explorer y Mozilla Firefox).
- JSConsoleAppender: Escribe en la Consola de JavaScript de Mozilla, Opera o Safari.
- MetatagAppender: Añade los eventos de log a metatags en la estructura DOM del documento.
- WindowsEventsAppender: Usando Internet Explorer es posible hacer log en Windows System Events.

## Formato de salida
- BasicLayout: Salida simple de texto.
- HtmlLayout: Formatea los eventos como elementos <div> de HTML.
- JSONLayout: Convierte los eventos a objetos JSON, que pueden ser leídos por otros lenguajes de programación como Perl, PHP o Java.
- XMLLayout: Salida formateada como XML.